# سيدريك روسييه
سيدريك روسييه (بالإنجليزية: Cédric Rossier)‏ ولد بتاريخ 9 فبراير 1957 في سويسرا، هو دراج سويسري سابق.

## روابط خارجية
- سيدريك روسييه على موقع أرشيف الدراجات (الإنجليزية)
- سيدريك روسييه على موقع إحصائيات الدراجات الإحترافية (الإنجليزية)